# اچ‌ام‌اس هاوانت (اچ۳۲)
اچ‌ام‌اس هاوانت (اچ۳۲) (به انگلیسی: HMS Havant (H32)) یک کشتی بود که طول آن ۳۲۳ فوت (۹۸٫۵ متر) بود. این کشتی در سال ۱۹۳۹ ساخته شد.